# Cormont
Cormont ist eine französische Gemeinde mit 309 Einwohnern (Stand 1. Januar 2022) im Département Pas-de-Calais in der Region Hauts-de-France (vor 2016: Nord-Pas-de-Calais). Sie gehört zum Arrondissement Montreuil und zum Kanton Étaples. Die Einwohner werden Cormontois genannt.

## Lage
Die Gemeinde Cormont liegt im Westen des Artois, zehn Kilometer nordöstlich der Küstenstadt Étaples und elf Kilometer nördlich von Montreuil-sur-Mer. In Cormont entspringt der Bach Dordogne (auch Dordonne geschrieben), ein Nebenfluss der Canche. Nachbargemeinden von Cormont sind Hubersent im Norden, Parenty im Nordosten, Bernieulles im Osten, Longvilliers im Süden sowie Frencq im Westen. Im Osten der Gemeinde Cormont stehen fünf Windkraftanlagen des interkommunalen Windparks Éolienne du Mont Huet.

## Bevölkerungsentwicklung
| Jahr                       | 1962 | 1968 | 1975 | 1982 | 1990 | 1999 | 2006 | 2013 | 2022 |
| Einwohner                  | 246  | 237  | 230  | 236  | 227  | 250  | 277  | 328  | 309  |
| Quellen: Cassini und INSEE |      |      |      |      |      |      |      |      |      |

## Sehenswürdigkeiten

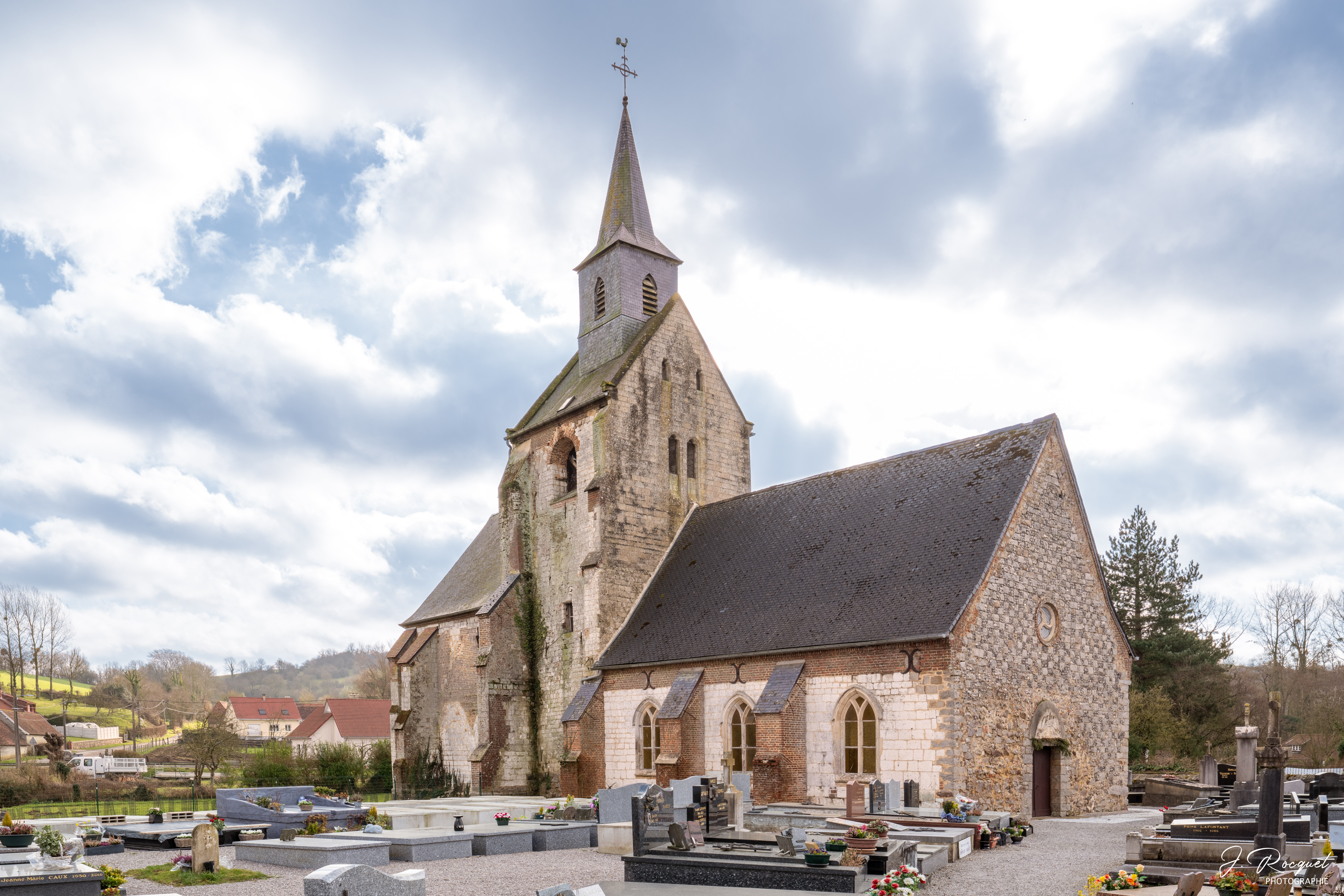
Kirche Saint-Michel
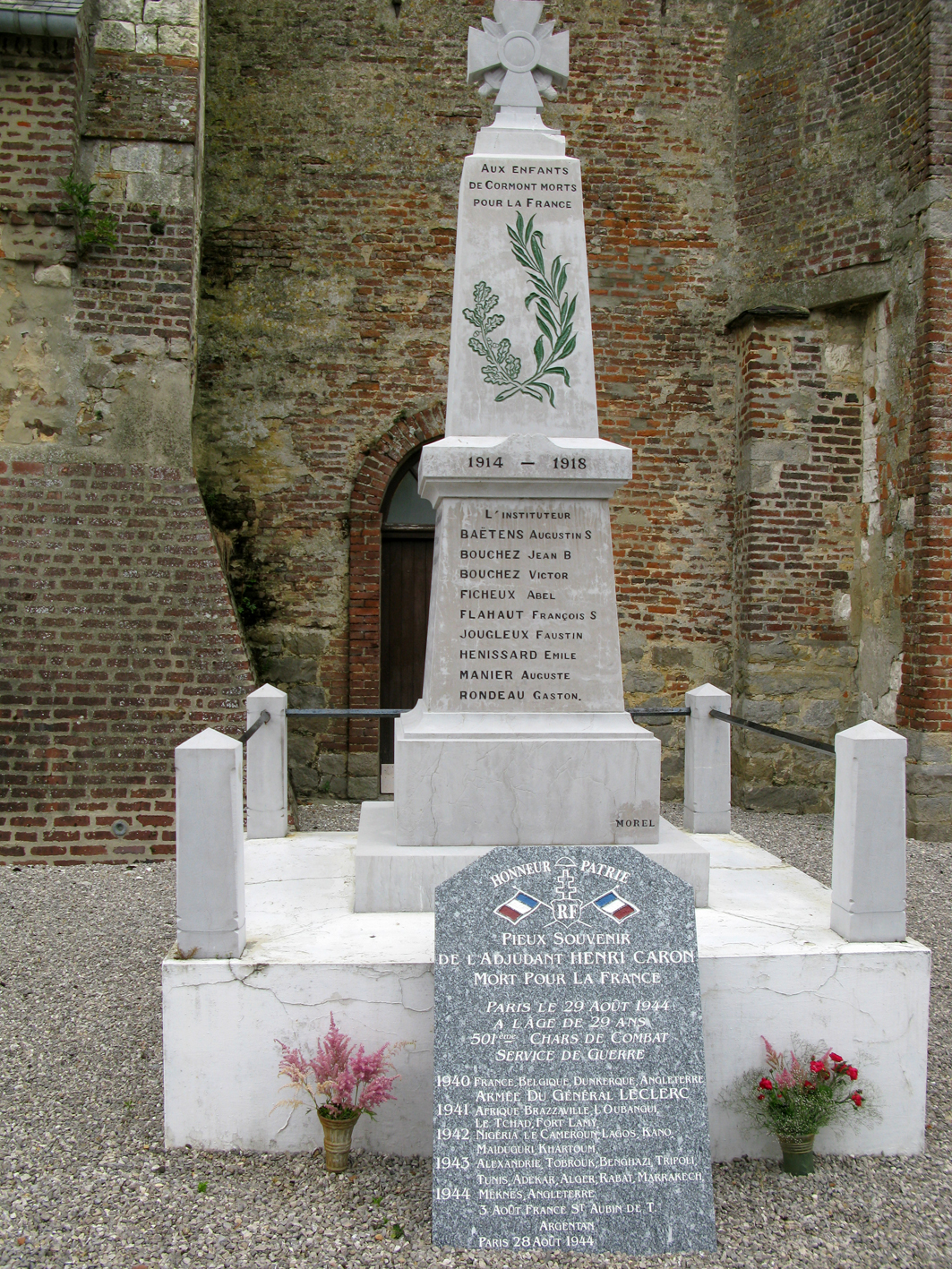
Gefallenendenkmal

- Kirche Saint-Michel
- Gefallenendenkmal